# 田川村 (福島県)
田川村（たがわむら）は福島県大沼郡にあった村。現在の会津美里町中部、只見線会津高田駅の東、宮川両岸にあたる。

## 地理
- 河川：宮川

## 歴史
- 1889年（明治22年）4月1日 - 町村制の施行により旧来の田川村が単独で自治体を形成。
- 1927年（昭和2年）4月1日 - 高田町に編入。同日田川村廃止。
- 1955年（昭和30年）3月31日 - 高田町が赤沢村、永井野村、尾岐村、東尾岐村、旭村、藤川村と合併して会津高田町が発足。

## 交通

### 鉄道路線
村域を鉄道省会津線（現・只見線）が通過したが、駅は所在しなかった。